# Hordeum depressum
Hordeum depressum là một loài thực vật có hoa trong họ Hòa thảo. Loài này được (Scribn. & J.G.Sm.) Rydb. mô tả khoa học đầu tiên năm 1909.